# Championnat d'Irlande féminin de football gaélique
 (signalé en juin 2025).
Si vous disposez d'ouvrages ou d'articles de référence ou si vous connaissez des sites web de qualité traitant du thème abordé ici, merci de compléter l'article en donnant les références utiles à sa vérifiabilité et en les liant à la section « Notes et références ».
- Archive Wikiwix
- Bing
- Cairn
- DuckDuckGo
- E. Universalis
- Gallica
- Google
- G. Books
- G. News
- G. Scholar
- Persée
- Qwant
- (zh) Baidu
- (ru) Yandex
- (wd) trouver des œuvres sur Wikidata

Le championnat d’Irlande de football gaélique féminin ou All-Ireland Senior Ladies' Football Championship  est la plus importante compétition de football gaélique féminin d’Irlande. Le championnat est organisé par  l’Association de football gaélique féminin (en irlandais :Cumann Peil Gael na mBan)) qui est une émanation de l’Association athlétique gaélique.
Le championnat a lieu pendant les mois d’été et la finale se déroule le dernier dimanche de septembre ou le premier dimanche d’octobre à Croke Park à Dublin.
Le vainqueur de la compétition remporte la Coupe Brendan Martin.

## Palmarès
| Année | Stade | Vainqueur     | Score | Finaliste     | Score |
| ----- | ----- | ------------- | ----- | ------------- | ----- |
| 1974  |       | Tipperary GAA |       | Offaly GAA    |       |
| 1975  |       | Tipperary GAA |       | Galway GAA    |       |
| 1976  |       | Kerry GAA     |       | Offaly GAA    |       |
| 1977  |       | Cavan GAA     |       | Roscommon GAA |       |
| 1978  |       | Roscommon GAA |       | Tipperary GAA |       |
| 1979  |       | Offaly GAA    |       | Tipperary GAA |       |
| 1980  |       | Tipperary GAA |       | Cavan GAA     |       |
| 1981  |       | Offaly GAA    |       | Cavan GAA     |       |
| 1982  |       | Kerry GAA     |       | Offaly GAA    |       |
| 1983  |       | Kerry GAA     |       | Wexford GAA   |       |
| 1984  |       | Kerry GAA     |       | Leitrim GAA   |       |
| 1985  |       | Kerry GAA     |       | Laois GAA     |       |
| 1986  |       | Kerry GAA     |       | Wexford GAA   |       |
| 1987  |       | Kerry GAA     |       | Westmeath GAA |       |
| 1988  |       | Kerry GAA     |       | Laois GAA     |       |
| 1989  |       | Kerry GAA     |       | Wexford GAA   |       |
| 1990  |       | Kerry GAA     |       | Laois GAA     |       |
| 1991  |       | Waterford GAA |       | Laois GAA     |       |
| 1992  |       | Waterford GAA |       | laois GAA     |       |
| 1993  |       | Kerry GAA     |       | Laois GAA     |       |
| 1994  |       | Waterford GAA |       | Monaghan GAA  |       |
| 1995  |       | Waterford GAA |       | Monaghan GAA  |       |
| 1996  |       | Monaghan GAA  |       | Laois GAA     |       |
| 1997  |       | Monaghan GAA  |       | Waterford GAA |       |
| 1998  |       | Waterford GAA |       | Monaghan GAA  |       |
| 1999  |       | Mayo GAA      |       | Waterford GAA |       |
| 2000  |       | Mayo GAA      |       | Waterford GAA |       |
| 2001  |       | Laois GAA     |       | Mayo GAA      |       |
| 2002  |       | Mayo GAA      |       | Monaghan GAA  |       |
| 2003  |       | Mayo GAA      |       | Dublin GAA    |       |
| 2004  |       | Galway GAA    |       | Dublin GAA    |       |
| 2005  |       | Cork GAA      |       | Galway GAA    |       |
| 2006  |       | Cork GAA      |       | Armagh GAA    |       |
| 2007  |       | Cork GAA      |       | Mayo GAA      |       |

## Palmarès par club
| Comté     | Victoire | Finaliste | Années de victoire                                               |
| --------- | -------- | --------- | ---------------------------------------------------------------- |
| Kerry     | 11       | 0         | 1976, 1982, 1983, 1984, 1985, 1986, 1987, 1988, 1989, 1990, 1993 |
| Waterford | 5        | 3         | 1991, 1992, 1994, 1995, 1998                                     |
| Mayo      | 4        | 2         | 1999, 2000, 2002, 2003                                           |
| Cork      | 3        | 0         | 2005, 2006, 2007                                                 |
| Tipperary | 3        | 2         | 1974, 1975, 1980                                                 |
| Cork      | 3        | 0         | 2005, 2006, 2007                                                 |
| Monaghan  | 2        | 4         | 1996, 1997                                                       |
| Offaly    | 2        | 3         | 1979, 1981                                                       |
| Laois     | 1        | 7         | 2001                                                             |
| Cavan     | 1        | 2         | 1977                                                             |
| Galway    | 1        | 1         | 2004                                                             |
| Roscommon | 1        | 1         | 1978                                                             |